# 기억장치 배치전략
기억장치 배치전략은 새로 적재되어야 할 프로그램과 데이터를 주기억장치 영역 중 어느 곳에 배치할지를 결정하는 전략(또는 알고리즘)이다.

## 종류

### 최초 적합(first-fit)
주기억 장치의 사용 가능한 공간을 검색하여 첫 번째로 찾아낸 곳을 할당하는 방식이다. 검색은 공간의 첫 부분부터 수행하거나, 지난 번 검색이 끝난 곳에서 시작한다(next-fit). 충분한 크기의 공간을 찾으면 검색을 끝낸다.

### 최적 적합(best-fit)
사용 가능한 공간들 중에서 크기 차이가 가장 작은 것을 선택하는 방식이다. 가용 공간들에 대한 목록이 그 공간들의 크기 순서대로 정렬되어 있지 않다면 최적인 곳을 찾기 위해 전체를 검색해야 한다.

### 최악 적합(worst-fit)
사용 가능한 공간들 중에서 가장 큰 것을 선택하는 방식이다. 할당해주고 남는 공간을 크게 하여 다른 프로세스들이 그 공간을 사용할 수 있도록 하는 전략이다. 이 방법 역시 최적 적합과 마찬가지로, 가용 공간들에 대한 목록이 그 공간들의 크기 순서대로 정렬되어 있지 않다면 최적인 곳을 찾기 위해 전체를 검색해야 한다.

## 성능
최초 적합과 최적 적합 모두 시간 효율성과 공간 효율성 측면에서 최악 적합보다 좋다는 것이 입증되어 있으며, 최악 적합은 잘 사용되지 않는다. 또한, scaning time의 유무에 의해 일반적으로 최초 적합이 최적 적합보다 뛰어난 성능을 보여준다